# Chiara Pogneaux
 Chiara Pogneaux, née le 11 septembre 2002 à Briançon, est une  skieuse alpine française.

## Biographie
Chiara Pogneaux débute le ski à l'âge de 2 ans.
En mars 2016, elle devient Championne de France U14 (moins de 14 ans) de slalom et de slalom géant à Risoul. En avril de cette même année elle prend la 3e place du slalom U14 de la Scara à Val d'Isère.
À l'âge de 15 ans, elle intègre l'équipe de France Juniors dès la saison 2017-2018. En 2018, elle est sacrée Championne de France U18 (moins de 18 ans) de slalom à Auron. Elle est aussi Championne de France U16 (moins de 16 ans) de slalom devant Caitlin McFarlane et de super G. Cette même année elle remporte aussi le slalom U16 de la Scara à Val d'Isère.
En janvier 2019, elle dispute sa première épreuve de Coupe d'Europe sur le slalom géant de Tignes et y marque d'entrée ses premiers points. Le mois suivant, âgée seulement de 16 ans, elle participe à ses premiers championnats du monde Juniors (moins de 21 ans) à Val di Fassa où elle prend la 19e place du combiné.
En janvier 2020, elle participe aux Jeux olympiques de la jeunesse d'hiver aux Diablerets. Elle se classe 11e du slalom (meilleure française) et 12e du géant.
Elle participe en mars 2022 à ses seconds Championnats du monde Juniors, à Panorama où elle prend la 22e place du géant.
Elle intègre l'équipe de France B à partir de la saison 2022-2023. En septembre 2022, elle dispute 2 slaloms de la Coupe d'Amérique du sud avec 2 podiums à la clé dont une victoire à Cerro Castor devant la suédoise Hanna Aronsson Elfman. Ces résultats l'amènent à disputer sa première épreuve de Coupe du monde le 19 novembre 2022 dans le slalom de Lévi. Dès le lendemain, sur la même piste, elle marque ses premiers points en Coupe du monde en prenant la 24e place du slalom (en même temps que Marie Lamure 20e de l’épreuve),. En janvier 2023 elle dispute ses troisième championnats du monde juniors à Saint-Anton. Elle y prend la 10e place du slalom. Le même mois elle obtient son premier top-10 en Coupe d'Europe avec une bonne 6e place dans le slalom de Vaujany.  Le mois suivant elle décroche sa première qualification pour les championnats du monde seniors à Méribel où elle se classe 25e dans le slalom. En mars elle devient vice-championne de France de slalom aux Orres derrière Nastasia Noens. Elle est aussi sacrée championne de France de slalom U21 à l'issue de cette épreuve.
Le 12 novembre 2023, elle obtient son premier top 15 en Coupe du monde avec sa 13e place lors du slalom de Levi. Le 7 janvier 2024, elle signe un superbe premier top-10 en coupe du monde en se classant 8e du slalom de Kranjska Gora après avoir fait le second temps de la deuxième manche et remonté 16 places au classement. Le mois suivant, elle se qualifie en 30e et dernière position du slalom de Soldeu. Mais elle réalise une superbe seconde manche qu'elle remporte et termine à la 10e place du slalom  (second top-10), après avoir remporté remonté 20 places au classement,. Avec 4 tops-15, elle termine sa saison 24e et meilleure française au classement général de la coupe du monde de slalom.
Au cours de la saison 2024-2025, son dos la fait de plus en plus souffrir. Elle se bat et participe néanmoins à tous les slaloms de coupe du monde, où elle obtient 4 tops-30 avec pour meilleur résultat une 20e place à Killington en décembre. En février, elle participe à Méribel à ses seconds championnats du monde. Elle y abandonne en première manche du slalom. Elle met fin à sa saison début mars pour se faire opérer de son dos (hermie discale).

En parallèle de sa carrière, elle poursuit des études supérieures à l'EDHEC.

## Palmarès

### Championnats du monde
| Édition / Epreuve      | Slalom  | Parallèle |
| Mondiaux 2023 Méribel  | 25e     | 27e       |
| Mondiaux 2025 Saalbach | Abandon | -         |

### Coupe du monde
- 27 épreuves de Coupe du monde disputées

- Meilleur classement général : 63e en 2024 avec  110 points.
- Meilleur classement de slalom : 24e en 2024 avec 110 points.

2 tops-10 en slalom
- Meilleur résultat sur une épreuve de coupe du monde de slalom : 8e sur le second slalom de Kranjska Gora le 7 janvier 2024

#### Classements
| Saison / Épreuve | Saison / Épreuve | Général | Général | Descente | Descente | Super G | Super G | Géant  | Géant  | Slalom | Slalom | Combiné | Combiné |
| ---------------- | ---------------- | ------- | ------- | -------- | -------- | ------- | ------- | ------ | ------ | ------ | ------ | ------- | ------- |
| Saison / Épreuve | Saison / Épreuve | Class.  | Points  | Class.   | Points   | Class.  | Points  | Class. | Points | Class. | Points | Class.  | Points  |
| 2023             | 2023             | 110e    | 7       | -        | -        | -       | -       | -      | -      | 48e    | 7      | -       | -       |
| 2024             | 2024             | 63e     | 110     | -        | -        | -       | -       | -      | -      | 24e    | 110    | -       | -       |
| 2025             | 2025             | 90e     | 28      | -        | -        | -       | -       | -      | -      | 37e    | 28     | -       | -       |

### Championnats du monde juniors
| Épreuve / Édition          | Descente | Super G | Slalom géant | Slalom  | Combiné | Team event |
| Mondiaux 2019 Val di Fassa | -        | 27e     | 44e          | Abandon | 19e     | -          |
| Mondiaux 2022 Panorama     | -        | 39e     | 21e          | Abandon | 25e     | -          |
| Mondiaux 2023 Saint-Anton  | -        | -       | 16e          | 10e     | -       | 9e         |

### Coupe d'Europe
20 épreuves disputées (à fin janvier 2023)
1 top-10 :
- 6e du slalom de Vaujany le 28 janvier 2023

#### Classements
| Saison / Épreuve | Saison / Épreuve | Général | Général | Descente | Descente | Super G | Super G | Géant  | Géant  | Slalom | Slalom | Combiné | Combiné |
| ---------------- | ---------------- | ------- | ------- | -------- | -------- | ------- | ------- | ------ | ------ | ------ | ------ | ------- | ------- |
| Saison / Épreuve | Saison / Épreuve | Class.  | Points  | Class.   | Points   | Class.  | Points  | Class. | Points | Class. | Points | Class.  | Points  |
| 2018-2019        | 2018-2019        | 155e    | 12      | –        | –        | –       | –       | 83e    | 4      | 72e    | 8      | –       | –       |
| 2020-2021        | 2020-2021        | 174e    | 6       | –        | –        | –       | –       | -      | -      | 74e    | 6      | –       | –       |
| 2022-2023        | 2022-2023        | 89e     | 75      | –        | –        | –       | –       | -      | -      | 33e    | 75     | –       | –       |

### Coupe sud-américaine
2 épreuves disputées (à fin mars 2022)
2 podiums dont une victoire en slalom 

#### Classements
| Saison / Épreuve | Saison / Épreuve | Général | Général | Descente | Descente | Super G | Super G | Géant  | Géant  | Slalom | Slalom | Combiné | Combiné |
| ---------------- | ---------------- | ------- | ------- | -------- | -------- | ------- | ------- | ------ | ------ | ------ | ------ | ------- | ------- |
| Saison / Épreuve | Saison / Épreuve | Class.  | Points  | Class.   | Points   | Class.  | Points  | Class. | Points | Class. | Points | Class.  | Points  |
| 2022             | 2022             | 15e     | 160     | –        | –        | –       | –       | -      | -      | 4e     | 160    | –       | –       |

### Jeux olympiques de la jeunesse d’hiver
| Édition/Épreuve         | Super G | Slalom géant | Slalom | Super-combiné | Équipes |
| JOJ 2020 Les Diablerets | 27e     | 12e          | 11e    | Ab            | 16e     |

### Championnats de France

#### Élite
| Édition / Epreuve                               | Descente | Super-G | Slalom géant | Slalom  | Super combiné | Parallèle |
| ----------------------------------------------- | -------- | ------- | ------------ | ------- | ------------- | --------- |
| Championnats 2019 Auron                         | -        | -       | 28e          | 16e     | -             | -         |
| Championnats 2021 Saint-Jean-d'Aulps / Les Gets | -        | -       | 17e          | Abandon | -             | -         |
| Championnats 2022 Auron                         | -        | -       | Abandon      | 6e      | -             | -         |
| Championnats 2023 Les Orres                     | -        | -       | 10e          | Argent  | -             | -         |
| Championnats 2024 Megève                        | -        | -       | 17e          | 6e      | -             | -         |

#### Jeunes
6 titres de Championne de France

##### Juniors U21 (moins de 21 ans)
2023 aux Orres :
- Championne de France de slalom
- 4e des championnats de France de slalom géant

2022 à Auron:
- 4e des championnats de France de slalom

##### Cadettes U18 (moins de 18 ans)
2018 à Auron:
- Championne de France de slalom

##### Minimes U16 (moins de 16 ans)
2018 à Auron :
- Championne de France de super G  à Serre-Chevalier
- Championne de France de slalom à Auron
- Vice-championne de France de slalom géant à Auron

##### Benjamines U14 (moins de 14 ans)
2016 à Risoul:
- Championne de France de slalom géant
- Championne de France de slalom
- Vice-championne de France de super G

### Scara (course internationale des jeunes)
à Val-d'Isère : 
- 2018 : 1re en slalom en U16 (moins de 16 ans)
- 2016 : 3e en slalom en U14 (moins de 14 ans)